# Diocesi di Gurgan

Mappa della regione di Gurgan.

La diocesi di Gurgan è un'antica sede della Chiesa d'Oriente, suffraganea dell'arcidiocesi di Rayy, attestata dal V al IX secolo. Nella medesima regione esisteva anche una diocesi della Chiesa ortodossa siriaca, attestata dall'VIII al X secolo.

## Storia
Ad est del Tabaristan e a sud del mar Caspio si trova la regione di Gurgan, corrispondente all'antica Ircania. Nel corso del primo millennio cristiano in questa regione, grazie all'attività missionaria, sorsero delle comunità cristiane nestoriane e giacobite, ognuna con un suo vescovo.
Il primo vescovo di cui si conosce il nome è Domiziano, che prese parte al concilio di Markabta indetto dal patriarca Dadisho I nel 424. Il suo nome lascia intuire un'origine greca; inoltre negli atti del concilio la sua diocesi è chiamata "deportazione di Gurgan": queste indicazioni lasciano supporre che la comunità nestoriana del Gurgan abbia avuto origine da cristiani siriaci deportati in quelle terre dai re persiani.
Sono noti altri tre vescovi nestoriani: Abramo, presente al concilio indetto dal patriarca Mar Babai nel 497; Pietro, deposto dal patriarca Aba I nel 540 per il suo atteggiamento adultero e libertino; e Zaʿura, che prese parte al concilio indetto dal patriarca Ezechiele nel 576. In queste occasioni, i vescovi portano il solo titolo di Gurgan. Il numero esiguo dei vescovi conosciuti di Gurgan è dovuto certamente alla scarsità dei documenti, ma anche al fatto che questa diocesi, essendo lontana dal centro della Chiesa d'Oriente (la Mesopotamia), ebbe solo saltuariamente dei vescovi e che numerosi dovettero essere i periodi di sede vacante. Lo si evince dalle lettere dei patriarchi Ishoʿyahb III (649-659) e Timoteo I (780-823), che lamentano la difficoltà di trovare dei vescovi per queste regioni lontane.
Incerto è il luogo dove i vescovi nestoriani posero la loro sede, probabilmente nella città di Astarabad. La diocesi è ancora menzionata nella lista delle sedi nestoriane redatta da Elia di Damasco verso il 900, come unica suffraganea dell'arcidiocesi di Rayy. Non si conosce più nulla di questa comunità cristiana dopo questo periodo. Secondo un antico manoscritto risalente agli inizi dell'XI secolo la diocesi di "Gurgan, Bilad al-Djibal e Daylam" venne soppressa per la scomparsa dei cristiani nella regione.
A fianco di questa diocesi nestoriana è nota, a partire dalla metà circa del VII secolo, anche una diocesi giacobita, nata certamente dall'instaurarsi di una folta comunità di mercanti siriaci e di religione giacobita, per i quali venne istituito un episcopato. Secondo la Cronaca di Seert, il patriarca di Antiochia Giovanni II (631-649) ordinò dei vescovi per le comunità giacobite della diaspora. Tuttavia il primo vescovo giacobita conosciuto è Filossene, consacrato verso il 793 dal patriarca Ciriaco; dopo di lui la Cronaca di Michele il Siro menziona altri otto vescovi, fino all'epoca del patriarca Basilio I (923-935). A partire dalla metà del IX secolo, i vescovi giacobiti non portano più il titolo di "vescovi di Gurgan", ma quello di "vescovi di Ābādqawān" (o Abaskun), città portuale sul mar Caspio. Come per la sede nestoriana, anche per quella giacobita non si hanno più informazioni dopo il X secolo.

## Cronotassi

### Vescovi nestoriani
- Domiziano † (menzionato nel 424)
- Abramo † (menzionato nel 497)
- Pietro † (? - 540 deposto)
- Zaʿura † (menzionato nel 576)

### Vescovi giacobiti
- Filossene † (consacrato dal patriarca Ciriaco)
- Bar Hadbsabba † (consacrato dal patriarca Dionigi I)
- Giuseppe † (consacrato dal patriarca Dionigi I)
- Yawnan † (consacrato dal patriarca Dionigi I)
- Severo † (consacrato dal patriarca Giovanni V)
- Iwanis † (consacrato dal patriarca Ignazio II)
- Giacomo † (consacrato dal patriarca Dionigi II)
- Anastasio † (consacrato dal patriarca Dionigi II)
- Giobbe † (consacrato dal patriarca Basilio I)